# Mandesh
Mandēsh è il nome storico con cui era chiamata la regione montagnosa di  Ghūr.

## Storia
La regione fu governata da un re (Malik) di nome Amir Suri quando ancora la popolazione non era convertita all'Islam.
Suo figlio Abū ʿAlī fu elevato alla dignità del padre da Maḥmūd, certamente perché aveva abbracciato l'Islam, tanto che si dice che avesse fatto edificare delle moschee. Nondimeno fu fatto incarcerare da suo nipote ʿAbbās, dopo che Masʿūd era succeduto sul trono di Ghazna »

## Etimologia
La parola "Mandesh" deriva dal Sanscrito Man (मन) + Desh (देश).